# グスタフ・クーン
グスタフ・クーン（Gustav Kuhn, 1945年8月28日 - ）は、オーストリアの指揮者、演出家。

## 経歴
ザルツブルクの生まれ。ザルツブルク大学やウィーン大学で学ぶ。1969年オーストリア放送指揮者コンクールやカラヤン指揮者コンクールで優勝する。1970年にイスタンブール歌劇場で指揮者としてキャリアを開始し、以後ドルトムント歌劇場やウィーン国立歌劇場・ミュンヘン国立歌劇場を始めとして様々な歌劇場や音楽祭で活躍する。
近年は演出家としてオペラ上演を行ったり、音楽祭などを主催するに至っている。北チロル地方のワーグナー・プロジェクトや南チロル地方のハイドン・オーケストラでの活動が代表的な例である。日本にもたびたび来日しオペラを上演している。